# Cleveland (hrabstwo)

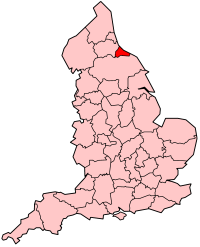

Cleveland – nieistniejące obecnie hrabstwo niemetropolitarne w północnej Anglii. Utworzone zostało w 1972, a zniesione zaś w 1996. Większymi miastami Cleveland były Middlesbrough (stolica hrabstwa), Stockton-on-Tees, Hartlepool i Redcar. Obecnie dawne tereny hrabstwa Cleveland tworzą osobne jednolite jednostki administracyjne.